# 外人部隊 (1954年の映画)
『外人部隊』（Le Grand Jeu）は1954年のフランスの映画。1934年公開の映画『外人部隊』をリメイクした作品。ロバート・シオドマク監督の作品で、出演はジーナ・ロロブリジーダなど。
製作は1953年のため、1953年の映画と表記されることも多い。

## キャスト
| 役名               | 俳優                       | 日本語吹替 | 日本語吹替 |
| 役名               | 俳優                       | NHK版      | 東京12ch版 |
| ------------------ | -------------------------- | ---------- | ---------- |
| シルビア／エレナ   | ジーナ・ロロブリジーダ     | 水城蘭子   | 冨田恵子   |
| ピエール           | ジャン＝クロード・パスカル | 渡辺文雄   | 田口計     |
| マダム・ブランシュ | アルレッティ               | 長岡輝子   |            |
| マリオ             | レイモン・ペルグラン       | 遠藤剛     | 藤岡琢也   |
| フレッド           | ペーター・ファン・アイク   | 関口銀三   | 家弓家正   |
| バジ               |                            |            | 永井一郎   |

- NHK版：初回放送1963年7月21日『劇映画』15:00-16:42
- テレビ東京版：初回放送1969年4月24日『木曜洋画劇場』

## スタッフ
- 監督：ロバート・シオドマク
- 製作：ミシェル・サフラ
- 脚本：ジャック・フェデー
- 撮影：ミシェル・ケルベ
- 編集：ヴィクトリア・メルカントン
- 音楽：モーリス・ティリエ、ジョルジュ・ヴァン・パリス